# フアン・アルメイダ

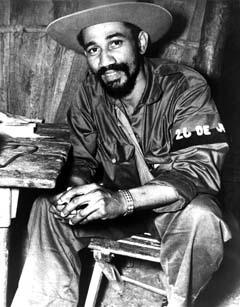
フアン・アルメイダ

フアン・アルメイダ・ボスケ (スペイン語：Juan Almeida Bosque, 1927年2月17日 - 2009年9月11日) はキューバの政治家。 キューバ革命の当初からの指導者の1人である。彼は、革命後のキューバ共産党内で著名な人物であった。彼が2009年に死んだ時、国家評議会副議長の職にあり、同評議会の第3位の地位を占めていた。彼はいくつかの勲章と国内外の賞を受け、その中には「キューバ共和国英雄」称号と「マクシモ・ゴメス」勲章が含まれていた。

## 若年期と革命
アルメイダは、ハバナの貧しい地域に生まれた。彼は11歳で学校を中退し、左官となった。1952年、ハバナ大学で法学を学んでいる間に、彼は革命家フィデル・カストロの親密な友人となり、その年の3月には革命運動に参加した。1953年、彼はフィデルとその弟ラウル・カストロらとともに、サンティアゴのモンカダ兵営を襲撃した。その失敗により、彼はカストロ兄弟とともに逮捕、ピノス島の監獄に投獄された。彼は釈放され、1955年5月15日に恩赦が下るまでの間メキシコに亡命した。アルメイダは、カストロ兄弟やチェ・ゲバラらとともにグランマ号に乗ってキューバに帰還し、上陸時のキューバ政府軍との最初の戦闘で多くの戦士が殺されたとき、わずかに生き残った16人の一人となった。この戦闘の間、アルメイダはゲバラに「ここにあきらめる者はいない！」（あるいは「ここに降伏する者はいない」）と叫び、それは長きに渡りキューバ革命のスローガンとなった。  アルメイダはまた狙撃の名手としても知られていた。キューバではかつてアフリカ系キューバ人に対する差別が存在したが、革命の間、彼は傑出した地位にいる黒人として変化の象徴となった。
上陸の後、アルメイダはシエラマエストラの山岳地帯におけるゲリラ戦によって、フルヘンシオ・バティスタ政府軍に対する闘争を継続した。1958年には司令官に昇進し、革命軍のサンティアゴ縦隊を指揮した。1959年にキューバ革命が終結すると、彼はキューバ革命軍の将軍の地位に納まり、党中央委員会委員と政治局員に選出されて、政府内で多くの肩書きを保持した。彼は「革命指導者」称号を授与され、死ぬまでの間にその称号を受けた3人の人物の1人となった（他の2人は、ギジェルモ・ガルシアとラミロ・バルデスである）。

## 革命後
1998年、アルメイダはフィデル・カストロから「キューバ共和国英雄」称号を授与された。  また、国立キューバ革命退役戦士協会の会長となった。彼の関心は著作と作曲にも向けられた。人気を博した三部作『軍刑務所』『脱出』『上陸』を含む数冊の本を出版し、作曲家としても『私にひとくち』（スペイン語：Dame un traguito）が数年の間キューバでヒットした。

## 死
2009年9月11日、アルメイダは心臓発作により死去した。彼を偲び、9月13日にハバナの革命広場で式典が催され、他にもいくつかの式典がキューバ全国で行われた。その日は国民的な服喪の日と宣言され、半旗が掲げられた。追悼式典には、彼の大きな遺影を見るために何万人もの同国人が参加し、広場中に列をなした。式典は、国家評議会議長のラウル・カストロが遺影の前に静かにピンクのバラを捧げることによって開始された。2008年に国家評議会議長の職を退いてから公に姿を見せていなかったフィデル・カストロは、式典には参列しなかったものの、「半世紀以上に渡る英雄的な勝利の抵抗における模範的行動」を称える声明を発表した。また、フィデルは弟ラウルとともに花輪を贈った。また、他の政府・党の古参幹部たちも式典に参列した。
いくつかの弔電が、海外からももたらされた。ベトナムの国家主席グエン・ミン・チェットは、ラウル・カストロに弔電を送り、アルメイダを「両国間連帯に貢献したベトナム人の偉大な友人」として称えた。ボリビアでは、「ペレド兄弟財団」（その名前は、チェ・ゲバラとともに死んだココ・ペレドとインティ・ペレドの兄弟に由来する）が、同様に敬意を表した。コロンビア共産党書記長のハイメ・カイセボもまた弔意を述べた。さらに、"El Bolero Cubano"と題するアルメイダの歌集が初めてロシア語に翻訳されることになり、モスクワでも音楽的に尊敬を得た。
アルメイダは、自らの遺体が正装安置されることを望まなかった。彼は軍葬とされ、彼が革命の間闘っていたサンティアゴ近くの山の霊廟に埋葬された。